# 剛堅大二朗
剛堅 大二朗（ごうけん だいじろう、1964年6月26日 - ）は、兵庫県伊丹市出身で高砂部屋に所属した元大相撲力士。本名は森田 耕平（もりた こうへい）、185cm、172kg。最高位は東十両5枚目。得意技は右四つ、寄り、血液型はB型。

## 経歴
1980年9月場所に初土俵。1989年11月場所新十両、以後十両と幕下を往復しながらも十両を7場所務める。1991年3月場所を最後に十両から遠ざかり、1995年1月場所限りで引退。

## 主な成績
- 通算成績：318勝269敗71休 勝率.542
- 十両成績：37勝43敗25休 勝率.463
- 現役在位：87場所
- 十両在位：7場所

### 場所別成績
| | 一月場所 初場所（東京）   | 三月場所 春場所（大阪） | 五月場所 夏場所（東京）  | 七月場所 名古屋場所（愛知） | 九月場所 秋場所（東京） | 十一月場所 九州場所（福岡） |
| --- | ------------------------- | ----------------------- | ------------------------ | --------------------------- | ----------------------- | --------------------------- |
| 1980年 （昭和55年） | x                         | x                       | x                        | x                           | （前相撲）              | 東序ノ口28枚目 5–2          |
| 1981年 （昭和56年） | 西序二段104枚目 3–4       | 西序二段110枚目 3–4     | 西序二段116枚目 4–3      | 東序二段92枚目 4–3          | 東序二段67枚目 4–3      | 東序二段48枚目 4–3          |
| 1982年 （昭和57年） | 東序二段28枚目 5–2        | 東三段目70枚目 3–4      | 東三段目86枚目 5–2       | 西三段目53枚目 4–3          | 東三段目37枚目 3–4      | 西三段目55枚目 5–2          |
| 1983年 （昭和58年） | 西三段目20枚目 5–2        | 東幕下52枚目 1–6        | 東三段目22枚目 3–4       | 西三段目36枚目 6–1          | 東幕下55枚目 2–5        | 東三段目18枚目 5–2          |
| 1984年 （昭和59年） | 西幕下52枚目 4–3          | 西幕下40枚目 5–2        | 東幕下22枚目 2–5         | 西幕下41枚目 0–1–6          | 東三段目21枚目 3–4      | 西三段目35枚目 4–3          |
| 1985年 （昭和60年） | 東三段目19枚目 5–2        | 西幕下54枚目 4–3        | 西幕下43枚目 3–4         | 東幕下57枚目 5–2            | 西幕下37枚目 3–4        | 西幕下47枚目 0–2–5          |
| 1986年 （昭和61年） | 東三段目23枚目 休場 0–0–7 | 東三段目23枚目 5–2      | 東幕下55枚目 3–4         | 西三段目12枚目 4–3          | 東幕下60枚目 5–2        | 東幕下40枚目 3–4            |
| 1987年 （昭和62年） | 西幕下49枚目 4–3          | 東幕下39枚目 6–1        | 東幕下17枚目 5–2         | 東幕下9枚目 4–3             | 西幕下3枚目 2–5         | 東幕下17枚目 6–1            |
| 1988年 （昭和63年） | 東幕下6枚目 4–3           | 西幕下3枚目 3–4         | 東幕下8枚目 2–5          | 東幕下21枚目 4–3            | 西幕下13枚目 5–2        | 西幕下6枚目 3–4             |
| 1989年 （平成元年） | 東幕下11枚目 6–1          | 東幕下3枚目 3–4         | 西幕下7枚目 3–4          | 西幕下13枚目 5–2            | 東幕下4枚目 6–1         | 東十両13枚目 7–8            |
| 1990年 （平成2年） | 西幕下筆頭 5–2            | 東十両11枚目 7–7–1      | 東十両12枚目 休場 0–0–15 | 東十両12枚目 7–8            | 東幕下筆頭 4–3          | 西十両12枚目 8–7            |
| 1991年 （平成3年） | 西十両7枚目 8–7           | 東十両5枚目 0–6–9       | 西幕下4枚目 休場 0–0–7   | 西幕下4枚目 2–5             | 西幕下16枚目 5–2        | 西幕下7枚目 0–3–4           |
| 1992年 （平成4年） | 東幕下42枚目 休場 0–0–7   | 東幕下42枚目 0–1–6      | 東三段目22枚目 4–3       | 西三段目7枚目 6–1           | 東幕下36枚目 6–1        | 東幕下16枚目 3–4            |
| 1993年 （平成5年） | 東幕下25枚目 3–3–1        | 東幕下33枚目 4–3        | 東幕下23枚目 4–3         | 西幕下15枚目 2–5            | 東幕下31枚目 4–3        | 東幕下23枚目 2–5            |
| 1994年 （平成6年） | 西幕下42枚目 3–4          | 東幕下54枚目 3–4        | 西三段目10枚目 6–1       | 東幕下39枚目 4–3            | 東幕下42枚目 3–4        | 東幕下42枚目 4–3            |
| 1995年 （平成7年） | 東幕下33枚目 引退 1–3–3   | x                       | x                        | x                           | x                       | x                           |
| 各欄の数字は、「勝ち-負け-休場」を示す。 優勝 引退 休場 十両 幕下 三賞：敢=敢闘賞、殊=殊勲賞、技=技能賞 その他：★=金星 番付階級：幕内 - 十両 - 幕下 - 三段目 - 序二段 - 序ノ口 幕内序列：横綱 - 大関 - 関脇 - 小結 - 前頭（「#数字」は各位内の序列） |                           |                         |                          |                             |                         |                             |

## 改名歴
- 森田 耕平（もりた こうへい）1980年9月場所 - 1986年3月場所
- 朝ノ竜 耕平（あさのりゅう こうへい）1986年5月場所 - 1987年1月場所
- 森田 耕平（もりた こうへい）1987年3月場所 - 1988年3月場所
- 剛堅 大二朗（ごうけん だいじろう）1988年5月場所 - 1995年1月場所